# Ganfeng Lithium
Die Ganfeng Lithium Co., Ltd. ist ein chinesisches Unternehmen, dessen Aktien unter der ISIN CNE1000031W9 an den mehreren Börsen gehandelt wird. Ganfeng Lithium ist an Unternehmen beteiligt, die auf die Herstellung und Vermarktung von Lithiumprodukten (Lithiumchlorid, Lithiumfluorid, Lithiumcarbonat, Lithiumhydroxid, Lithium-Magnesium-Legierung usw.) spezialisiert sind und ist nach Marktkapitalisierung der größte Lithiumverarbeiter der Welt. 2020 betrug der Umsatz 5,4 Milliarden Renminbi.

## Geschichte
Gangfeng wurde im Jahr 2000 in der Provinz Jiangxi gegründet und zehn Jahre später in Shenzhen gelistet.
Von 2018 bis 2020 belieferte Ganfeng das amerikanische Unternehmen Tesla mit rund einem fünftel seiner Produktionsmenge.
Im August 2022 wurde bekannt, dass Ganfeng das in Privatbesitz befindliche Unternehmen Lithea Inc., welches Rechte an Lithium-Salzseen in Argentiniens mineralienreicher Provinz Salta hält, für 962 Millionen US-Dollar erwerben würde.
Im September 2022 kündigte Ganfeng ein Großprojekt in Yichun an, wo für 30 Milliarden Yuan (rund 4,4 Milliarden Euro) eine integrierte Lithium-Abbau- und Batterie-Produktionsbasis entstehen soll. Das Unternehmen sprach von einer Produktionskapazität von 30 GWh pro Jahr für „neue Arten von Lithium-Ionen-Batterien“ und einer Produktionskapazität von 7.000 Tonnen Lithiummetallen pro Jahr.
2023 gab das Unternehmen bekannt, dass es 15 Milliarden Yuan (2,2 Milliarden Euro) in zwei neue Batteriefabriken investiert. Gangfeng erhöht so seine Produktionskapazitäten um 34 GWh auf rund 100 GWh pro Jahr.

## Tätigkeitsfelder
Ganfeng Lithium ist in der gesamten Lithium-Lieferkette tätig. Der Minenbetreiber baut Lithium aus vier Hartgesteinsprojekten in China und in Australien ab. Ganfeng hat auch in den Sole- und in den Tonbereich expandiert, indem es in andere Firmen in Argentinien, Mexiko und Irland investiert oder Partnerschaften mit ihnen eingegangen ist. Ganfeng unterhält Betriebe in China, die Lithiumkarbonat und -hydroxid produzieren.
Gangfeng stellt auch Batterien her und bietet einen Recycling- und Rückgewinnungsservice an. Ein bestehendes Werk findet sich am Konzernsitz in Xinyu in der chinesischen Provinz Jiangxi. Dort können seit Inbetriebnahme der zweiten Ausbaustufe im Januar 2022 bis zu zwei GWh Feststoffbatterien pro Jahr und bis zu sieben GWh LFP-Batteriezellen hergestellt werden. Zwei weitere Werke wurden 2023 angekündigt und befinden sich aktuell in Konstruktion. Die größere der beiden Anlagen soll nach Angaben chinesischer Medien in Chongqing entstehen und sowohl LFP- und NMC-Zellen sowie Batteriepacks und Feststoffzellen produzieren. Die zweite Anlage soll in Dongguan errichtet werden. Dort sollen LFP- und Semi-Solid-Zellen produziert werden.

## Kritik
Ganfeng wird, wie auch andere chinesische Unternehmen im selben Tätigkeitssektor, mit zahlreichen Menschenrechtsverletzungen und Umweltschäden bei Projekten und Investitionen in Verbindung gebracht.
Kritik kommt beispielsweise vom „Collective on Chinese Financing and Investments, Human Rights and the Environment“ (CICDHA), einer Nichtregierungsorganisation, die sich für den Schutz der Bürgerrechte in Lateinamerika einsetzt. In einem Bericht kritisiert die NGO unter anderem, dass Gangfeng Umweltverträglichkeitsstudien nicht ausreichenden sorgfältig durchführe und so die Folgen des Lithiumabbaus auf betroffene Ökosysteme unterschätze, bzw. diesen sogar deutlich, beispielsweise durch die angewandten Entnahmetechniken, schade. Es wird auch kritisiert, dass die rechte betroffener indigener Völker verletzt werden.